# Ezra Pound

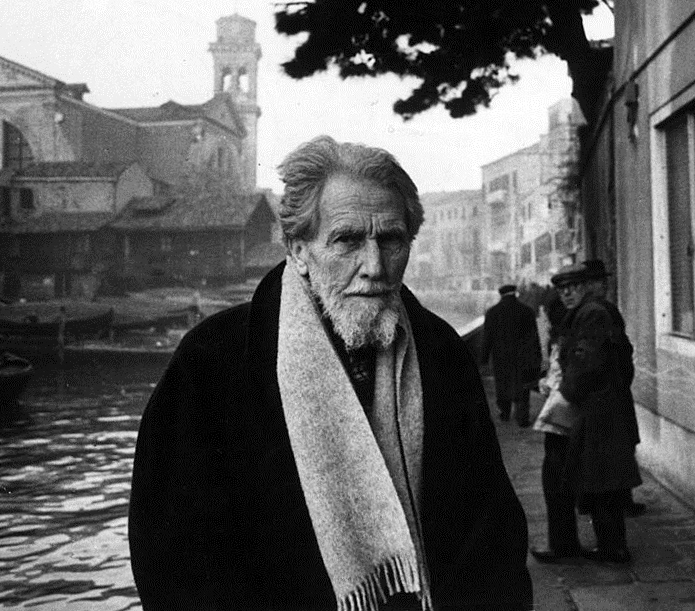
Ezra Pound (1963)

Ezra Weston Loomis Pound (30 tháng 10 năm 1885 – 1 tháng 11 năm 1972) – nhà thơ, dịch giả, nhà phê bình người Mỹ, một đại diện xuất sắc của trào lưu văn học Anh Mỹ hiện đại nửa đầu thế kỉ XX. Nhà thơ đoạt giải Nobel T. S. Eliot dùng lời của Dante il miglior fabbro (bậc thầy cao hơn tôi) để nói về Ezra Pound. Còn nhà thơ Carl Sandburg viết: "Trong số những người còn sống, ông là người đã làm nhiều nhất để thức dậy những khát khao mới mẻ trong thơ ca".

## Tiểu sử

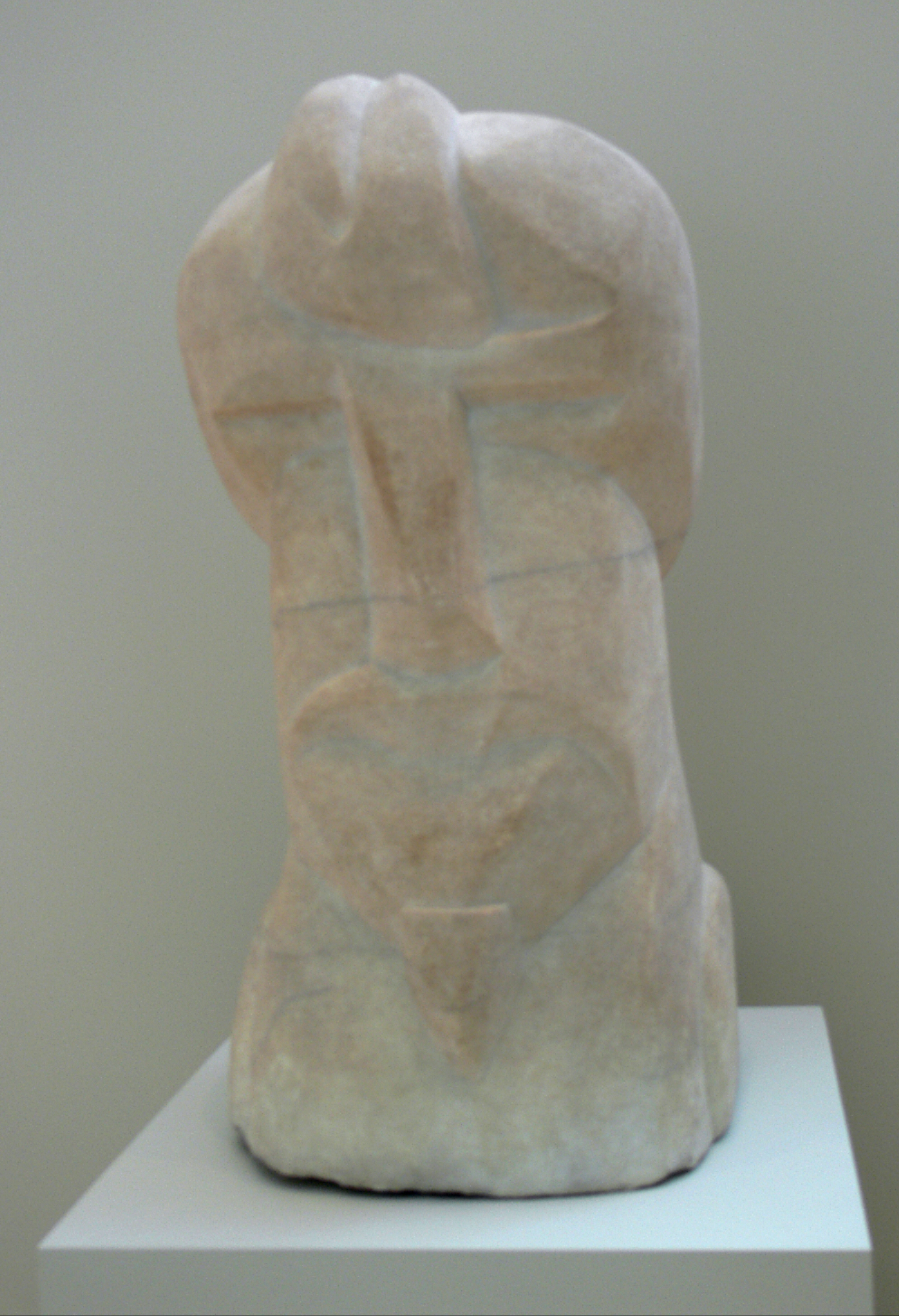
Tượng bán thân Ezra Pound

Ezra Pound sinh ở Hailey, tiểu bang Idaho (Mỹ). Học ở Đại học Pennsylvania, dạy tiếng Latin ở tiểu bang Indiana. Năm 1908 Pound sang London (Anh) làm quen với William Butler Yeats và một thời gian làm thư ký cho W. B. Yeats. Thời gian này Pound bắt đầu in thơ và các bản dịch thơ từ tiếng Ý, tiếng Hoa, tiếng Nhật.
Năm 1915 in cuốn Des Imagistes – một hợp tuyển thơ ca và lý thuyết của phái hình tượng. Từ năm 1920 Ezra Pound vừa sáng tác vừa dịch thơ đồng thời viết phê bình tác phẩm của T. S. Eliot, James Joyce, Robert Frost, Ernest Hemingway… Năm 1921 Pound hiệu đính trường ca Đất hoang của T. S. Eliot, rút ngắn và nhuận sắc cho trường ca nổi tiếng này.
Từ năm 1920 Pound sang sống ở Paris. Từ năm 1925 sống ở Ý, Pound ủng hộ chế độ phát xít Mussolini và kêu gọi chiến tranh chống Liên Xô. Khi Mỹ tuyên bố chiến tranh với phát xít Ý, Pound phát biểu trên đài phát thanh phê phán chính sách của tổng thống Franklin Roosevelt kêu gọi binh sĩ Mỹ ủng hộ phát xít Đức. Năm 1948 Pound bị triệu hồi về Washington để xét tội tuyên truyền cho chủ nghĩa phát xít nhưng ngay sau đó được trả tự do vì lý do sức khỏe. Năm 1949 ông được trao giải Bollingen cho quyển Cantos. Những năm cuối đời ông sống trong im lặng một cách tự nguyện. Ezra Pound mất ngày 1 tháng 11 năm 1972 ở Venice, Ý.
Những tác phẩm xuất sắc nhất của ông có thể kể đến: Mặt nạ (Personae, 1949), Cantos 1-84 (1948), Vương miện (Thrones, 1959). Các tác phẩm dịch của Ezra Pound (The Translations of Ezra Pound, 1953), Văn xuôi (Literary Essays, 1954), Hướng dẫn văn hóa (Guide to Kulchur, 1938), Thư từ (The Letters of Ezra Pound, 1950), Xung đột (Impact, 1960).

## Tác phẩm
•	1908 A Lume Spento, poems (Venice)
•	1908 A Quinzaine for This Yule, poems (London).
•	1909 Personae, poems (London) (Mặt nạ)
•	1909 Exultations, poems (London)[
•	1910 Provenca, poems (Boston)
•	1910 The Spirit of Romance, essays (London)
•	1911 Canzoni, poems (London)
•	1912 Ripostes, poems (London)
•	1912 The Sonnets and ballate of Guido Cavalcanti, translations, (London)
•	1915 Cathay, poems / translations
•	1916: Gaudier-Brzeska. A Memoir (London)
•	1916 Certain noble plays of Japan: from the manuscripts of Ernest Fenollosa, chosen and finished by Ezra Pound, with an introduction by William Butler Yeats.
•	1916 "Noh", or, Accomplishment: a study of the classical stage of Japan, by Ernest Fenollosa and Ezra Pound.
•	1916 "The Lake Isle", poem
•	1916 Lustra, poems.
•	1917 Twelve Dialogues of Fontenelle, translations
•	1918: Pavannes and Divisions, prose (New York)
•	1919 Quia Pauper Amavi, poems (London)
•	1918 Pavannes and Divisions, essays
•	1919 The Fourth Canto, poems
•	1920 Umbra, poems and translations (London)
•	1920 Hugh Selwyn Mauberley, poems (London)
•	1921 Poems, 1918–1921, poems (New York)
•	1922 The Natural Philosophy of Love, by Rémy de Gourmont, translations
•	1923 Indiscretions, essays
•	1923 Le Testament, one-act opera
•	1924 Antheil and the Treatise on Harmony, essays (Paris)
•	1925 A Draft of XVI Cantos, poems (Paris)
•	1926 Personae: The Collected Poems of Ezra Pound (New York)
•	1927 Exile, poems
•	1928 A Draft of the Cantos 17–27, poems
•	1928 Selected Poems, edited by T. S. Eliot (London)
•	1928 Ta hio, the great learning, newly rendered into the American language, translation
•	1930 A Draft of XXX Cantos, poems (New York)
•	1930 Imaginary Letters, essays
•	1931 How to Read, essays
•	1933 ABC of Economics, essays
•	1933 Cavalcanti, three-act opera
•	1934 Eleven New Cantos: XXXI-XLI, poems (New York)
•	1934 Homage to Sextus Propertius, poems (London)
•	1934 ABC of Reading, essays
•	1935 Make It New, essays
•	1936 Chinese written character as a medium for poetry, by Ernest Fenollosa, edited and with a foreword and notes by Ezra Pound
•	1936 Jefferson and/or Mussolini, essays
•	1937 The Fifth Decade of Cantos, poems (London)
•	1937 Polite Essays, essays
•	1937 Digest of the Analects, by Confucius, translation
•	1938 Culture, essays
•	1939 What Is Money For?, essays
•	1940 Cantos LII-LXXI, poems
•	1944 L'America, Roosevelt e le Cause della Guerra Presente, essays
•	1944 Introduzione alla Natura Economica degli S.U.A., prose
•	1947 Confucius: the Unwobbling pivot & the Great digest, translation
•	1948 The Pisan Cantos, poems (New York)
•	1950 Seventy Cantos, poems
•	1951 Confucian analects, translator
•	1953: The Translations of Ezra Pound, translations (London)
•	1955 Section: Rock-Drill, 85–95 de los Cantares, poems (Milan)
•	1956 Sophocles: The Women of Trachis. A Version by Ezra Pound, translation (London)
•	1959 Thrones: 96–109 de los Cantares, poems (Milan) (Vương miện)
•	1968 Drafts and Fragments: Cantos CX-CXVII, poems
•	1975: Selected Poems, 1908-1959, poems (London)
•	1976: Collected Early Poems (New York)
•	1975: The Cantos (New York)ISBN 0-8112-1326-9
•	1997 Ezra Pound and Music, essays
•	1990: Personae: The Shorter Poems of Ezra Pound (New York)
•	1992 A Walking Tour of Southern France: Ezra Pound Among the Troubadours (New York)ISBN 0-8112-1223-8
•	2002 Canti postumi, poems ISBN 88-04-51031-5
•	2003 Ego scriptor cantilenae: The Music of Ezra Pound, operas/music
•	2003 Ezra Pound, Poems and Translations (Library of America, 2003) ISBN 978-1-931082-41-9
•	2005 Early Writings (New York) ISBN 0-14-218913-0

## Một vài bài thơ
| Cô gái Tôi đưa tay vào cây Nhựa cây chảy ra tay Cây mọc lên từ ngực Hạ xuống thấp Cành cây từ tôi như những cánh tay. Em là cây Em là rêu Là hoa tím dập dờn trước gió Từ phía trên – em là cô bé Và tất cả mê hoặc thế gian này. Doria Mãi mãi ở trong lòng ta Như tâm trạng của gió hoang vu Mà không hề ngắn ngủi Như vẻ rạng rỡ của hoa. Xin hãy giữ ta trong sự cô đơn khủng khiếp Của những vách đá thiếu ánh mặt trời Và của những dòng nước bạc. Những thiên thần cứ thủ thỉ bên tai Về những ngày ở kiếp sau này Và hãy để những bông hoa Âm phủ Tưởng nhớ đến em muôn đời. Meditatio Khi tôi nhận thức ra những thói quen lạ kì của chó Thì tôi xin thừa nhận một điều này: Con người là sinh vật cao cấp hơn tất cả. Khi tôi hiểu ra những thói quen kì lạ của con người Thì tôi, quả thực, cảm thấy bối rối vô cùng bạn ạ. Những lời của Psyche Trong cuốn "Con lừa vàng" của Apuleius Suốt đêm chàng nằm bên Như ngọn gió trên cây tùng Suốt đêm chàng giữ Mà không như không khí Giữ cánh hoa rơi Chàng lơ lửng trên người tôi Nhẹ hơn chiếc lá, gần hơn không khí Và tiếng nhạc chảy qua tôi Cho mắt tôi một màu sắc mới Ôi, ngọn gió nào ôm được như chàng! Ite Đi đi, những bài hát của ta, tìm sự ngợi ca từ giới trẻ Và từ những người bảo thủ tìm sự tán dương Hãy sống giữa những người đam mê sự tuyệt mỹ Hãy sống trong ánh sáng của Sophocles thường xuyên Và tiếp nhận vết thương một cách vui vẻ. Văn mộ chí Fu I Fu I yêu những đám mây cao và đồi Nhưng than ôi, ông qua đời vì rượu Lý Bạch Lý Bạch cũng chết vì say rượu Ông từng cố ôm cả vầng trăng Trên sông Hoàng Hà ngày ấy. Trong ga tàu điện ngầm Những gương mặt này xuất hiện trong đám đông Giống như những cành cây ẩm ướt màu đen. Bản dịch của Nguyễn Viết Thắng | A Girl The tree has entered my hands, The sap has ascended my arms, The tree has grown in my breast- Downward, The branches grow out of me, like arms. Tree you are, Moss you are, You are violets with wind above them. A child - so high - you are, And all this is folly to the world. Doria Be in me as the eternal moods of the bleak wind, and not As transient things are— gaiety of flowers. Have me in the strong loneliness of sunless cliffs And of gray waters. Let the gods speak softly of us In days hereafter, the shadowy flowers of Orcus Remember thee. Meditatio When I carefully consider the curious habits of dogs I am compelled to conclude That man is the superior animal. When I consider the curious habits of man I confess, my friend, I am puzzled. Speech For Psyche In The Golden Book Of Apuleius All night, and as the wind lieth among The cypress trees, he lay, Nor held me save as air that brusheth by one Close, and as petals of flowers in falling Waver and seem not drawn to earth, so he Seemed over me to hover light as leaves And closer me than air, And music flowing through me seemed to open Mine eyes upon new colours. O winds, what wind can match the weight of him! Ite Go, my songs, seek your praise from the young and from the intolerant, Move among the lovers of perfection alone. Seek ever to stand in the hard Sophoclean light And take you wounds from it gladly. Epitaph Fu I Fu I loved the high cloud and the hill, Alas, he died of alcohol. Li Po And Li Po also died drunk. He tried to embrace a moon In the Yellow River. In a station of the metro The apparition of these faces in the crowd; Petals on a wet, black bough. |